# Карват, Владимир Николаевич
Влади́мир Никола́евич Карва́т (иногда ошибочно Корват; бел. Уладзімір Мікалаевіч Карват; 28 ноября 1958, Брест — 23 мая 1996, Арабовщина, Барановичский район, Брестская область) — военный лётчик 1-го класса, подполковник, начальник воздушно-огневой подготовки 61-й авиабазы, дислоцированной в г. Барановичи. Погиб 23 мая 1996 года при выполнении учебно-тренировочного полёта, отведя падающий самолёт от населённого пункта. 21 ноября 1996 года посмертно награждён званием «Герой Беларуси».

## Биография
Родился 28 ноября 1958 года в Бресте. В 1981 году окончил Армавирское высшее военно-авиационное училище лётчиков, после чего был направлен для прохождения службы на Дальний Восток, в посёлок Калинка Хабаровского края, где прошёл путь от лётчика до заместителя командира полка по лётной подготовке. Летал на самолёте МиГ-23.
В августе 1994 года по собственному желанию прибыл для прохождения службы в Вооружённые силы Республики Беларусь. 11 сентября 1994 года принял присягу на верность народу Беларуси. Был назначен начальником воздушно-огневой и тактической подготовки 61-й авиабазы.

## Катастрофа
23 мая 1996 года подполковник Карват выполнял учебно-тренировочный полёт по упражнению 314 «Курса боевой подготовки истребительной авиации» на самолёте Су-27, который включал в себя полёт в облаках с большими углами крена с отработкой тактических приёмов воздушного боя в облаках на малых высотах в сложных метеоусловиях ночью.
В 22 часа 44 минуты 31 секунду его истребитель с бортовым номером 29 начал разбег. В 22:52, когда самолёт находился на высоте 900 метров и летел со скоростью 540 км/ч, в кабине загорелось табло предупреждения о падении давления в первой гидросистеме. Карват немедленно связался с землёй и получил приказ прервать выполнение задания и возвращаться на базу. Через 29 секунд сообщение об отказе в первой гидросистеме неожиданно исчезло, но через несколько секунд появились сообщения о других отказах. На высоте 600 метров при скорости 440 км/ч отказала система управления. Лётчик связался с землёй и получил команду покинуть самолёт, однако Владимир видел, что по курсу падения находятся жилые постройки, и не катапультировался, до последнего пытаясь отвести самолёт в сторону. В 22:54, через 14 секунд после доклада об отказе системы управления, самолёт плашмя упал на землю с вертикальной скоростью около 30 м/с и малой поступательной скоростью вблизи деревни Малое Гатище. Свидетелями катастрофы стали многие местные жители, которые поспешили к горящим обломкам самолёта на помощь лётчику; через 20 минут прибыли пожарные из посёлка Городище. Удалось сбить пламя, не допустив возгорания кабины, однако лётчик погиб при падении самолёта.
Причиной катастрофы стал пожар в отсеке левого хвостового обтекателя, который до этого происшествия считался пожаробезопасным, и, соответственно, не был снабжён датчиками предупреждения о возгорании. Из-за возникшей в гидросистеме течи пары рабочей жидкости вошли в контакт с горячим трубопроводом отбора воздуха из седьмой ступени компрессора двигателя, что привело к и их возгоранию; огонь вначале повредил провода системы сигнализации, а затем и системы электродистанционного управления, что привело к полной потере управляемости.

## Награды и звания
- Медаль «70 лет Вооружённых Сил СССР» (1988)
- Орден «За службу Родине в Вооружённых Силах СССР» III степени (1990)
- Герой Беларуси (1996, посмертно) — за мужество и героизм, проявленные при исполнении воинского долга (Указ Президента Республики Беларусь от 21 ноября 1996 года № 484)[3]
- Медаль «За безупречную службу» III степени

## Память

Мемориальная доска на улице В.Карвата в Минске

- Имя Карвата носит школа № 8 города Бреста[9], где он учился. Установлена мемориальная доска на здании школы, открыт музей[4][10][11].
- Учреждена именная стипендия Героя Беларуси подполковника В. Н. Карвата, выдаваемая лучшему курсанту авиационного факультета Военной академии Республики Беларусь[4].
- Подполковник Владимир Карват навечно зачислен в списки личного состава 1-й авиационной эскадрильи 61-й истребительной авиабазы в Барановичах (Приказ Министра обороны Республики Беларусь от 22 мая 1997 года № 263).
- Имя Владимира Карвата носит средняя школа № 182 города Минска[12].
- Создан музей имени Карвата на территории 61-й истребительной авиационной базы, базирующейся на аэродроме Барановичи. Также в части, где служил Карват, установлена мемориальная доска.
- На пересечении бульвара Космонавтов и улицы Гоголя в Бресте 5 мая 2000 года открыт памятник лётчику[13].
- В Бресте на городском кладбище установлен надмогильный памятник Карвату.
- В честь Карвата названы улицы в Минске, Бресте, Арабовщине.
- Имя Героя Карвата носит сквер в городе Барановичи, расположенный рядом с 61-й авиабазой. Также бульвар в Барановичи носит имя Карвата.
- Именем Карвата названа Брестская областная организация общественного объединения «Союз офицеров запаса».
- Ежегодно проводится турнир по мини-футболу имени Владимира Карвата.
- На месте катастрофы в Барановичском районе установлен памятный знак. Памятник подвигу Владимира Карвата с мемориальной доской установлен в Арабовщине Барановичского района[14].
- Земля с мест гибели трёх белорусских лётчиков будет храниться в Крипте Национального мемориального комплекса Храма-памятника в честь Всех Святых и в память о жертвах, спасению Отечества нашего послуживших[15].

## В кинематографии
- О Карвате сняты документальные фильмы «Обыкновенный герой» и «Помнит небо».

## В литературе
В 2002 году белорусский журналист, писатель ветеран Великой Отечественной войны Иван Ефимович Скарынкин написал книгу «Владимир Карват: Путь в бессмертие». — Минск: Хата, 2002. — 198 с.

## В филателии и нумизматике
- 12 августа 1999 года выпущена в обращение почтовая марка, посвящённая Герою Беларуси В. Н. Карвату «Первый Герой Беларуси подполковник В. Н. Карват»[16].
- 14 декабря 2021 года Национальным банком Республики Беларусь введены в обращение памятные монеты «Уладзімір Карват. Герой Беларусі» («Владимир Карват. Герой Беларуси»)[17].